# Thomas Chabot
Thomas Chabot (Sainte-Marie, 30 gennaio 1997) è un hockeista su ghiaccio canadese che gioca negli Ottawa Senators della National Hockey League (NHL), cui è capitano alternativo. Chabot è stato scelto al primo turno (18º assoluto) dai Senators nell'entry draft NHL del 2015.

## Carriera
Thomas Chabot ha partecipato ai tornei internazionali Pee-Wee Hockey del 2009 e del 2010. È stato selezionato dai Saint John Sea Dogs al secondo turno (22º assoluto) dell'entry draft della Quebec Major Junior Hockey League (QMJHL) del 2013 e ha giocato 55 partite con i Sea Dogs nella stagione 2013-14 della QMJHL. La stagione successiva è stato premiato quando è stato selezionato per giocare nel 2015 CHL/NHL Top Prospects Game.
Dopo essere stato selezionato nel primo turno, come 18º assoluto dagli Ottawa Senators, Chabot ha partecipato al rookie camp e al training camp dei Senators 2015-16 dopo aver preso parte al National Team Summer Showcase di Hockey Canada tenutosi a Calgary a fine estate, giocando tre partite di preseason con Ottawa. È tornato a Saint John il 30 settembre 2015, lo stesso giorno in cui ha firmato un contratto entry-level triennale con Ottawa. Un anno dopo, Chabot ha partecipato al training camp 2016-17 dei Senators ed è entrato in squadra, debuttando in NHL il 18 ottobre 2016 contro gli Arizona Coyotes.
Per iniziare la stagione 2017-18, Chabot è stato inviato all'affiliata AHL di Ottawa, i Belleville Senators, dove ha registrato due gol e cinque assist in 12 partite prima di essere richiamato da Ottawa a novembre. Ha segnato il suo primo gol in NHL, insieme a due assist, nella vittoria per 6-5 sui New York Islanders il 1 dicembre 2017.
Chabot ha avuto una stagione di svolta nella stagione 2018-19, quando è stato uno dei soli tre difensori sotto i 25 anni a segnare 50 o più punti, insieme a Jacob Trouba e Morgan Rielly. In quella stagione, Chabot è stato nominato all'NHL All-Star Game. Con i due migliori marcatori di Ottawa, Mark Stone e Matt Duchene, entrambi trasferiti alla deadline, Chabot ha concluso la stagione come capocannoniere della squadra. Dopo la stagione, i giornalisti di hockey hanno iniziato a considerare Thomas Chabot come uno dei migliori difensori della NHL, e nel settembre 2019 ha firmato un'estensione del contratto con i Senators per otto anni e 64 milioni di dollari.
Nelle stagioni successive, Chabot è stato la chiave di volta del reparto difensivo di Ottawa. Il 16 marzo 2022 si è procurato un infortunio alla mano causato da Sean Kuraly, attaccante dei Columbus Blue Jackets, che lo ha escluso dalla competizione per il resto dell'anno. Durante la stagione 2022-23, Chabot ha faticato, con crescenti critiche al suo gioco, anche se alcuni hanno sostenuto che gli infortuni avessero influenzato il suo gioco. Chabot ha subìto importanti infortuni anche nella stagione 2022-23, subendo una commozione cerebrale nel mese di novembre, e un infortunio alla parte superiore del corpo nel mese di marzo che ha chiuso la sua stagione prematuramente.
Ad aprile 2025 è stata confermata la presenza per la prima volta di Chabot nei playoff dello stesso anno.

## Carriera in nazionale
Thomas Chabot ha partecipato al campionato mondiale di hockey su ghiaccio Under-18 2015, dove ha vinto una medaglia di bronzo con il Team Canada.
Il 1º dicembre 2015 Chabot è stato invitato al campo di selezione del Team Canada per i Campionati Mondiali Junior di Hockey del 2016. Entrato in squadra, ha ottenuto tre punti in cinque partite, ma il Canada si è classificato al sesto posto. Chabot è stato selezionato come capitano alternativo del Team Canada ai Campionati Mondiali Junior di Hockey su Ghiaccio del 2017. Ha contribuito a guidare il Canada alla medaglia d'argento ed è stato uno dei primi cinque marcatori del torneo. Chabot è stato nominato MVP del torneo e miglior difensore del torneo.
Il 12 aprile 2018 è stato uno dei 18 giocatori nominati per il Campionato mondiale IIHF 2018 in rappresentanza del Canada. Ha concluso il torneo con 1 punto in 6 partite, mentre il Team Canada si è classificato al quarto posto. Il 29 aprile 2019 è stato nuovamente nominato per rappresentare il Canada ai Campionati mondiali IIHF 2019. Ha aiutato il Canada ad avanzare fino ai turni di playoff prima di perdere la finale contro la Finlandia e concludere con la medaglia d'argento il 26 maggio 2019. È stato nominato capitano della squadra canadese per i Campionati mondiali IIHF 2022. La squadra canadese si è classificata con la medaglia d'argento, dopo aver perso la partita finale per 4-3 ai tempi supplementari contro la Finlandia.

## Statistiche

### Club
| 2012–13    | Lévis Commandeurs   | QMAAA      | 41  | 6  | 20  | 26  | 22  | 4  | 1 | 1  | 2  | 8  |
| 2013–14    | Saint John Sea Dogs | QMJHL      | 55  | 1  | 21  | 22  | 36  | —  | — | —  | —  | —  |
| 2014–15    | Saint John Sea Dogs | QMJHL      | 66  | 12 | 29  | 41  | 62  | 5  | 0 | 1  | 1  | 6  |
| 2015–16    | Saint John Sea Dogs | QMJHL      | 47  | 11 | 34  | 45  | 79  | 17 | 3 | 18 | 21 | 13 |
| 2016–17    | Saint John Sea Dogs | QMJHL      | 34  | 10 | 35  | 45  | 43  | 18 | 5 | 18 | 23 | 12 |
| 2016–17    | Ottawa Senators     | NHL        | 1   | 0  | 0   | 0   | 0   | —  | — | —  | —  | —  |
| 2017–18    | Belleville Senators | AHL        | 13  | 2  | 5   | 7   | 8   | —  | — | —  | —  | —  |
| 2017–18    | Ottawa Senators     | NHL        | 63  | 9  | 16  | 25  | 14  | —  | — | —  | —  | —  |
| 2018–19    | Ottawa Senators     | NHL        | 70  | 14 | 41  | 55  | 32  | —  | — | —  | —  | —  |
| 2019–20    | Ottawa Senators     | NHL        | 71  | 6  | 33  | 39  | 42  | —  | — | —  | —  | —  |
| 2020–21    | Ottawa Senators     | NHL        | 49  | 6  | 25  | 31  | 36  | —  | — | —  | —  | —  |
| 2021–22    | Ottawa Senators     | NHL        | 59  | 7  | 31  | 38  | 26  | —  | — | —  | —  | —  |
| 2022–23    | Ottawa Senators     | NHL        | 68  | 11 | 30  | 41  | 52  | —  | — | —  | —  | —  |
| 2023–24    | Ottawa Senators     | NHL        | 51  | 9  | 21  | 30  | 22  | —  | — | —  | —  | —  |
| NHL totals | NHL totals          | NHL totals | 432 | 62 | 197 | 259 | 224 | —  | — | —  | —  | —  |

### Nazionale
| Anno          | Team          | Evento        | Risultato     |    | GP | G  | A  | Pts | PIM |
| ------------- | ------------- | ------------- | ------------- | -- | -- | -- | -- | --- | --- |
| 2015          | Canada        | U18           | Bronzo        | 7  | 1  | 4  | 5  | 0   |     |
| 2016          | Canada        | WJC           | Sesto posto   | 5  | 0  | 3  | 3  | 4   |     |
| 2017          | Canada        | WJC           | Argento       | 7  | 4  | 6  | 10 | 8   |     |
| 2018          | Canada        | WC            | Quarto posto  | 6  | 0  | 1  | 1  | 0   |     |
| 2019          | Canada        | WC            | Argento       | 10 | 2  | 5  | 7  | 8   |     |
| 2022          | Canada        | WC            | Argento       | 10 | 0  | 4  | 4  | 6   |     |
| Junior totals | Junior totals | Junior totals | Junior totals | 19 | 5  | 13 | 18 | 12  |     |
| Senior totals | Senior totals | Senior totals | Senior totals | 26 | 2  | 10 | 12 | 14  |     |

## Premi e onorificenze
| Premio                     | Anno  |        |
| QMJHL                      | QMJHL | QMJHL  |
| -------------------------- | ----- | ------ |
| CHL/NHL Top Prospects Game | 2015  | [ 29 ] |
| Second All-Star Team       | 2016  |        |
| First All-Star Team        | 2017  |        |
| Emile Bouchard Trophy      | 2017  |        |
| Paul Dumont Trophy         | 2017  |        |
| Guy Lafleur Trophy         | 2017  | [ 30 ] |
| NHL                        |       |        |
| NHL All-Star Game          | 2019  |        |
| Internazionale             |       |        |
| WJC MVP                    | 2017  |        |
| WJC Best Defenseman        | 2017  |        |
| WJC All-Star Team          | 2017  |        |
| WJC All-Decade Team        | 2019  | [ 31 ] |